# 铁木尔·伊万诺夫
铁木尔·瓦季莫维奇·伊万诺夫（俄语：Тимур Вадимович Иванов，羅馬化：Timur Vadimovich Ivanov，1975年8月15日—），俄罗斯政治人物，自2016年起担任俄罗斯国防部副部长。他曾于2012年至2016年担任莫斯科州副州长。2024年4月因涉嫌受贿被捕。

## 生平
伊萬諾夫於1975年8月15日出生於莫斯科。他的父親瓦季姆·根納季耶維奇自2004年以來一直擔任Crystal Development LLC的總經理。他的母親則來自達吉斯坦共和國庫拉赫斯基區，擁有列茲金人血統。
1997年，伊萬諾夫畢業於莫斯科國立大學計算數學與控制論學院。從1997年到1999年期間，他在不同的商業機構工作。從1999年起，他在俄羅斯燃料和能源聯合企業工作。2009年至2012年期間，擔任俄羅斯能源機構俄羅斯聯邦能源局局長。在亞歷山大·卡里亞金的指導下，他於2011年在伊萬諾沃完成論文《核電站建設項目的財務和組織模式》而獲得經濟科學副博士學位。2011年至2013年，他擔任聯合國秘書長潘基文領導下能源高級別小組成員。2012年至2016年，他擔任莫斯科州副州長，為州長謝爾蓋·紹伊古的副手。2013年到2016年期間，他擔任俄羅斯國防部的下屬機構Oboronstroy JSC的總經理。

## 事蹟

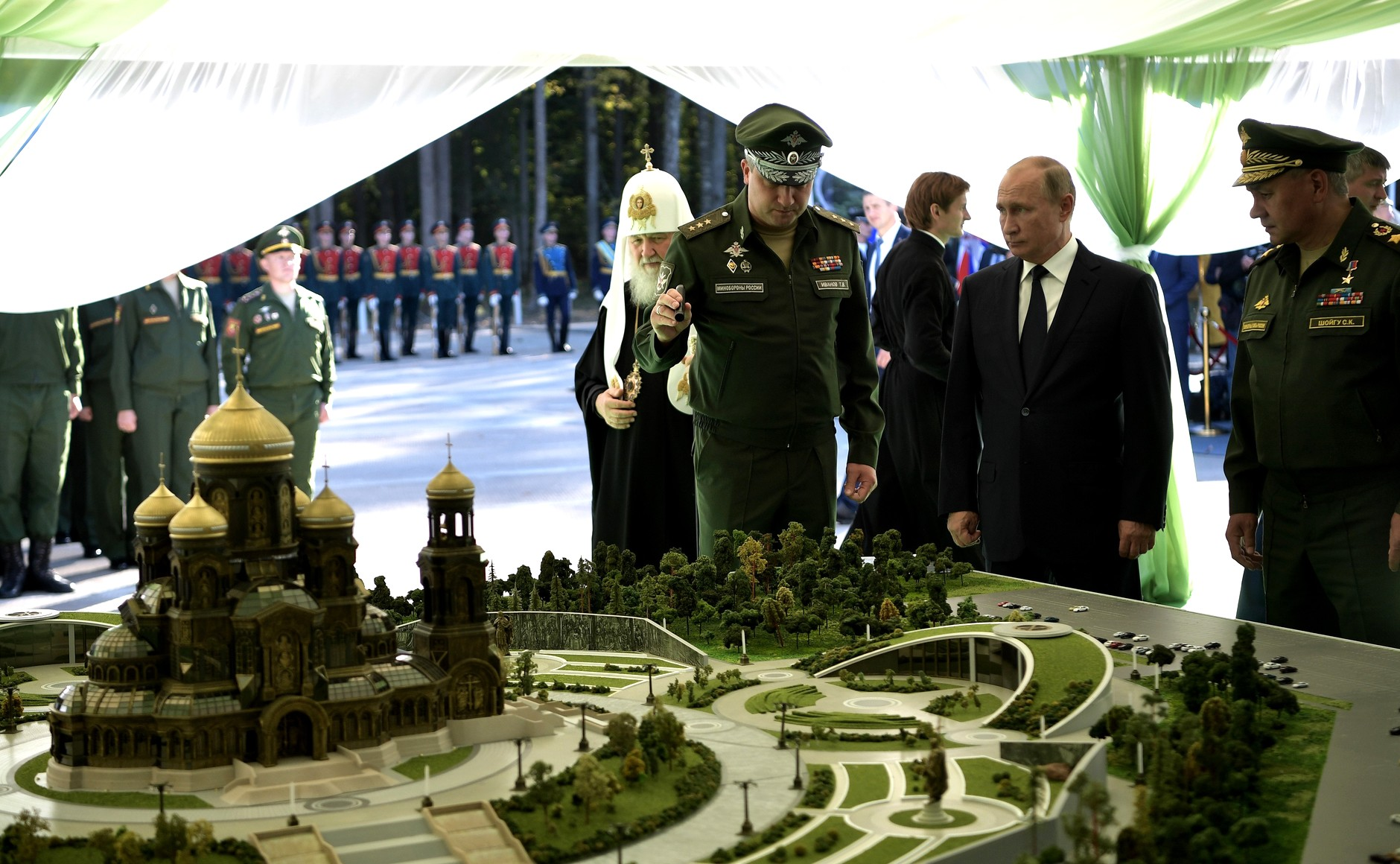
2018年9月19日，鐵木爾·伊萬諾夫（左）與俄羅斯總統弗拉基米爾·普京和俄羅斯國防部長謝爾蓋·紹伊古於愛國者公園檢視俄羅斯武裝力量主教座堂的模型。

2016年5月23日，根據俄羅斯總統令，伊萬諾夫獲任命為俄羅斯國防部副部長。在國防部，他負責監督俄羅斯武裝力量的財產管理、部隊駐紮、住房和醫療支援等相關問題。並負責俄羅斯國防部設施和軍事抵押的建設、改建和修葺。
2020年，俄羅斯於2019冠狀病毒病大流行期間，他監督俄羅斯國防部16間多功能醫療中心的建設，這些設施用於治療2019冠狀病毒病患者。他也監督俄羅斯武裝力量主教座堂和愛國者公園的建設。
2021年12月27日，隨著葉夫根尼·齊尼切夫的去世，有傳聞說伊萬諾夫可能成為下一任俄羅斯聯邦緊急情況部部長。

### 拘捕、起訴和免職
2024年4月23日，伊萬諾夫據稱因涉嫌收受至少100萬盧布的特大賄賂，觸犯《俄羅斯刑法典》第290條第6項條款，其在工作場所被俄羅斯聯邦偵查委員會執法人員拘捕。他可能面臨15年的監禁。隔日，莫斯科巴斯曼區法院裁定對其拘留兩個月。伊萬諾夫否認指控。同時，被捕的還有「伏爾加別列格」公司負責人謝爾蓋·博羅金。據稱他與俄羅斯國防部副部長有著「友好關係」，並負責「監督國防部建設和維修事務」。法院裁定指出，他們「與第三方合謀，預先組成犯罪團夥，以收受特大賄賂的方式提供財產性服務，用於進行國防部的承包和分包工程」。報導也指出，博羅金領導的公司在2023年為伊萬諾夫建造一座豪宅。
根據俄語獨立媒體《重要故事》報導指，伊萬諾夫被捕的真正原因是涉嫌觸犯叛國罪。伊萬諾夫的律師表示，他的當事人僅被指控收受賄賂，有關叛國的資訊是虛假的，並且在伊萬諾夫案中並沒有提及賄賂款項。
4月24日晚，根據塔斯社和RBC TV報道，國防部長紹伊古奉命免去伊萬諾夫國防部副部長職務。

## 家庭
伊萬諾夫娶了他的第二任妻子，斯韦特蘭娜·亞歷山德羅芙娜·扎哈羅娃，她於1973年9月19日在莫斯科出生，婚前姓馬尼奧維奇。斯韦特蘭娜是一名商人，她擁有Metropol Fashion Group。她也曾是STS電視台節目 《立即脫下！》的前主持人，並且持有以色列國籍。
斯韦特蘭娜在與伊萬諾夫結婚之前，曾與米哈伊爾·馬尼奧維奇有過一段婚姻，他們有兩名子女，分別是1998年出生的女兒亞歷山德拉和2003年出生的兒子米哈伊爾。
在伊萬諾夫與斯韦特蘭娜的婚姻中，兩者育有兩名女兒，大女兒達里婭於2010年出生，小女兒普拉斯科維亞於2018年出生。根據2018年福布斯俄羅斯的估計，伊萬諾夫及其家庭的淨資產為1.367億盧布（約合150萬美元）。
2022年6月，伊萬諾夫與斯韦特蘭娜結束他們的婚姻。在離婚前，斯韦特蘭娜已將她的姓氏從馬尼奧維奇改為伊萬諾娃。反腐敗基金會曾請求意大利財政警察凍結伊萬諾夫一家的資產。儘管斯韦特蘭娜已正式與前夫離婚，未受歐盟制裁，但她仍在歐洲揮霍前夫在烏克蘭戰爭中賺來的財富。納瓦尼團隊的調查顯示，伊萬諾夫夫婦在假期上的花銷超過一百萬歐元，包括租賃別墅、遊艇和購買珠寶服飾，而斯韦特蘭娜的個人賬戶則由一家負責馬里烏波爾重建工作的公司支付。
2023年4月23日，數十名活動人士在由納瓦爾尼團隊組織的集會上聚集，呼籲歐盟對他的前妻斯韋特蘭娜實施制裁。

## 榮譽
- 盧甘斯克人民共和國英雄[30]
- 俄羅斯聯邦政府科學技術獎[31]
- 俄羅斯聯邦榮譽建設者[8]
- 一級聖迪米特里·頓斯科伊大公勳章[32]

## 制裁
2022年3月15日，他與俄羅斯國防部門另外11名高級官員，因支持俄羅斯入侵烏克蘭而受到美國制裁。同時，他因對俄羅斯入侵烏克蘭負有責任而被列入英國制裁名單。
2022年5月6日，他因「與總統普京共謀選擇入侵一個和平的主權國家」而被列入加拿大制裁名單。
2022年10月6日，歐盟對伊萬諾夫實施制裁，歐洲議會表示，伊萬諾夫對俄羅斯入侵烏克蘭負有責任。
出於類似原因，其受到澳大利亞、日本、烏克蘭、瑞士和紐西蘭的制裁。